# Sjeng Schalken
Sjeng Schalken (Weert, 8 de Setembro de 1976) é um ex-tenista profissional holandês, 
Figurou como N. 11 da ATP, em 2003, e N. 21 de Duplas, Sjeng, conquistou quinze titulos na carreira, 9 em simples, e 6 em duplas, chegou a uma semifinal de Grand Slam na carreira, em 2002, no Aberto da Austrália daquele ano.

## Titulos

### Simples (9)
| N. | Data            | Torneio                   | Piso   | Oponente na final | Placar                  |
| 1. | 2 Outubro 1995  | Valencia, Espanha         | Saibro | Gilbert Schaller  | 6–4, 6–2                |
| 2. | 8 Janeiro 1996  | Jakarta, Indonésia        | Duro   | Younes El Aynaoui | 6–3, 6–2                |
| 3. | 18 Agusto 1997  | Boston, Estados Unidos    | Duro   | Marcelo Ríos      | 7–5, 6–3                |
| 4. | 11 Janeiro 1999 | Auckland, Nova Zelândia   | Duro   | Tommy Haas        | 6–4, 6–4                |
| 5. | 9 Outubro 2000  | Toquio, Japão             | Duro   | Nicolás Lapentti  | 6–4, 3–6, 6–1           |
| 6. | 22 Outubro 2001 | Stockholm, Suécia         | Duro   | Jarkko Nieminen   | 3–6, 6–3, 6–3, 4–6, 6–3 |
| 7. | 17 Junho 2002   | 's-Hertogenbosch, Holanda | Grama  | Arnaud Clément    | 3–6, 6–3, 6–2           |
| 8. | 16 Junho 2003   | 's-Hertogenbosch, Holanda | Grama  | Arnaud Clément    | 6–3, 6–4                |
| 9. | 8 Setembro 2003 | Costa do Sauipe, Brasil   | Duro   | Rainer Schüttler  | 6–2, 6–4                |